# Henri Helle
Henri Hyacinthe Helle (Thiescourt, 4 settembre 1873 – Thiescourt, 21 giugno 1901) è stato un arciere francese.
Partecipò ai giochi della II Olimpiade di Parigi nel 1900 dove vinse la medaglia d'argento nella gara al cappelletto da 50 metri. Prese parte anche alla gara di al cordone dorato da 50 metri, in cui arrivò quarto.

## Palmarès
| Anno | Manifestazione | Sede   | Evento                   | Risultato |
| ---- | -------------- | ------ | ------------------------ | --------- |
| 1900 | Olimpiadi      | Parigi | Al cappelletto, 50 metri | Argento   |